# Emma Clothier
Emma Scarlett Clothier (Carrollton, 19 gennaio 2001) è una pallavolista statunitense, centrale dell'Helvia Recina.

## Carriera

### Club
Inizia la sua carriera nei tornei scolastici del Texas con la Hebron HS. Gioca poi a livello universitario in NCAA Division I, militando nella Florida State e poi nella Southern Methodist, rispettivamente per un quadriennio (2019-2022) e per un'annata (2023).
Inizia la carriera da professionista grazie all'ingaggio da parte delle Pinkin de Corozal, a Porto Rico, con cui disputa la Liga de Voleibol Superior Femenino 2024 e viene inserita nell'All-Star Team del torneo. Nella stagione 2024-25 approda al Dresdner, in 1. Bundesliga, aggiudicandosi la Coppa di Germania, mentre nella stagione seguente è di scena in Italia, dove disputa la Serie A1 con la neopromossa Helvia Recina.

## Palmarès

### Club
- Coppa di Germania: 1

2024-25

### Premi individuali
- 2024 - Liga de Voleibol Superior Femenino: All-Star Team